# Мрочкув-Дужи
Мрочкув-Дужи (пол. Mroczków Duży) — село в Польщі, у гміні Опочно Опочинського повіту Лодзинського воєводства.
Населення — 444 особи (2011).
У 1975-1998 роках село належало до Пйотрковського воєводства.

## Демографія
Демографічна структура станом на 31 березня 2011 року:
|          | Загалом | Допрацездатний вік | Працездатний вік | Постпрацездатний вік |
| -------- | ------- | ------------------ | ---------------- | -------------------- |
| Чоловіки | 215     | 45                 | 144              | 26                   |
| Жінки    | 229     | 51                 | 128              | 50                   |
| Разом    | 444     | 96                 | 272              | 76                   |